# Хелена — Уэст-Хелена
Хелена — Уэст-Хелена (англ. Helena–West Helena) — город и административный центр округа Филлипс в Арканзасе в Соединённых Штатах Америки.
Согласно переписи населения 2020 года население составляло 9519 человек, что существенно меньше показателей 2010 года  (12 282), но Хелена — Уэст-Хелена продолжает оставаться крупнейшим городом округа.

## История
Нынешний консолидированный город Хелена — Уэст-Хелена был объединён 1 января 2006 года из двух городов Арканзаса — Хелены и Уэст-Хелены.

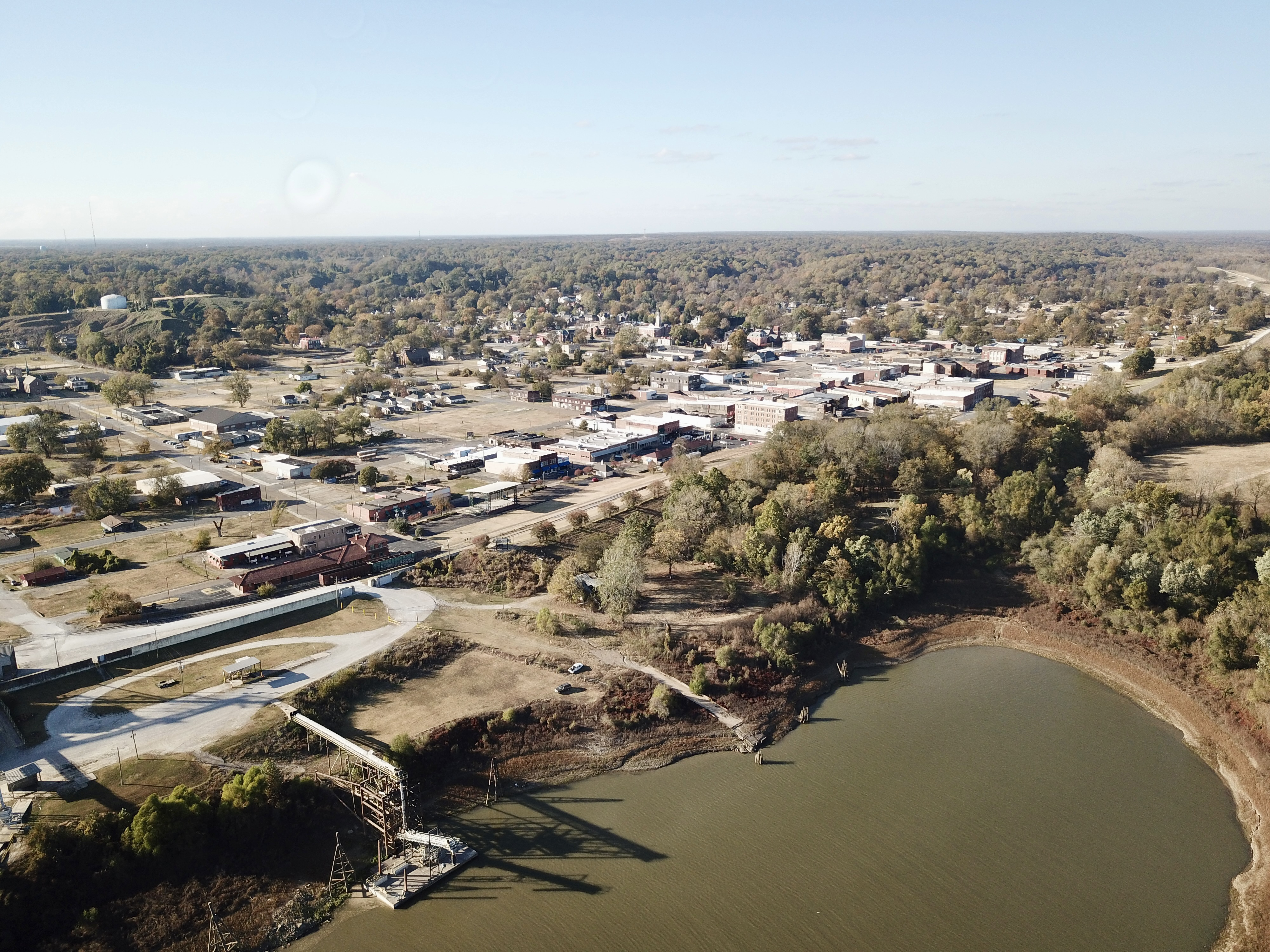
Хелена (Арканзас)

Хелена расположена на низменности между рекой Миссисипи и восточной стороной хребта Кроули. Уэст-Хелена расположена на западной стороне хребта Кроули, географической аномалии в типично плоской дельте Арканзаса. Мост города, один из четырёх мостов Арканзаса через Миссисипи, является частью федерального шоссе US 49.
Муниципалитет ведёт свою историю от основания портового города Хелена на реке Миссисипи колонистами европейского происхождения в 1833 году. Как административный центр округа Хелена была центром процветающего региона хлопковых плантаций в довоенные годы. Хелена была оккупирована армией Союза в начале Гражданской войны в США. Город был местом битвы при Хелене в 1863 году. Силы Конфедерации безуспешно пытались изгнать силы Союза из Хелены, чтобы помочь ослабить давление на стратегический речной город Виксберг в Миссисипи. Позже в том же году Хелена послужила отправной точкой для армии Союза при захвате Литл-Рока, столицы штата.

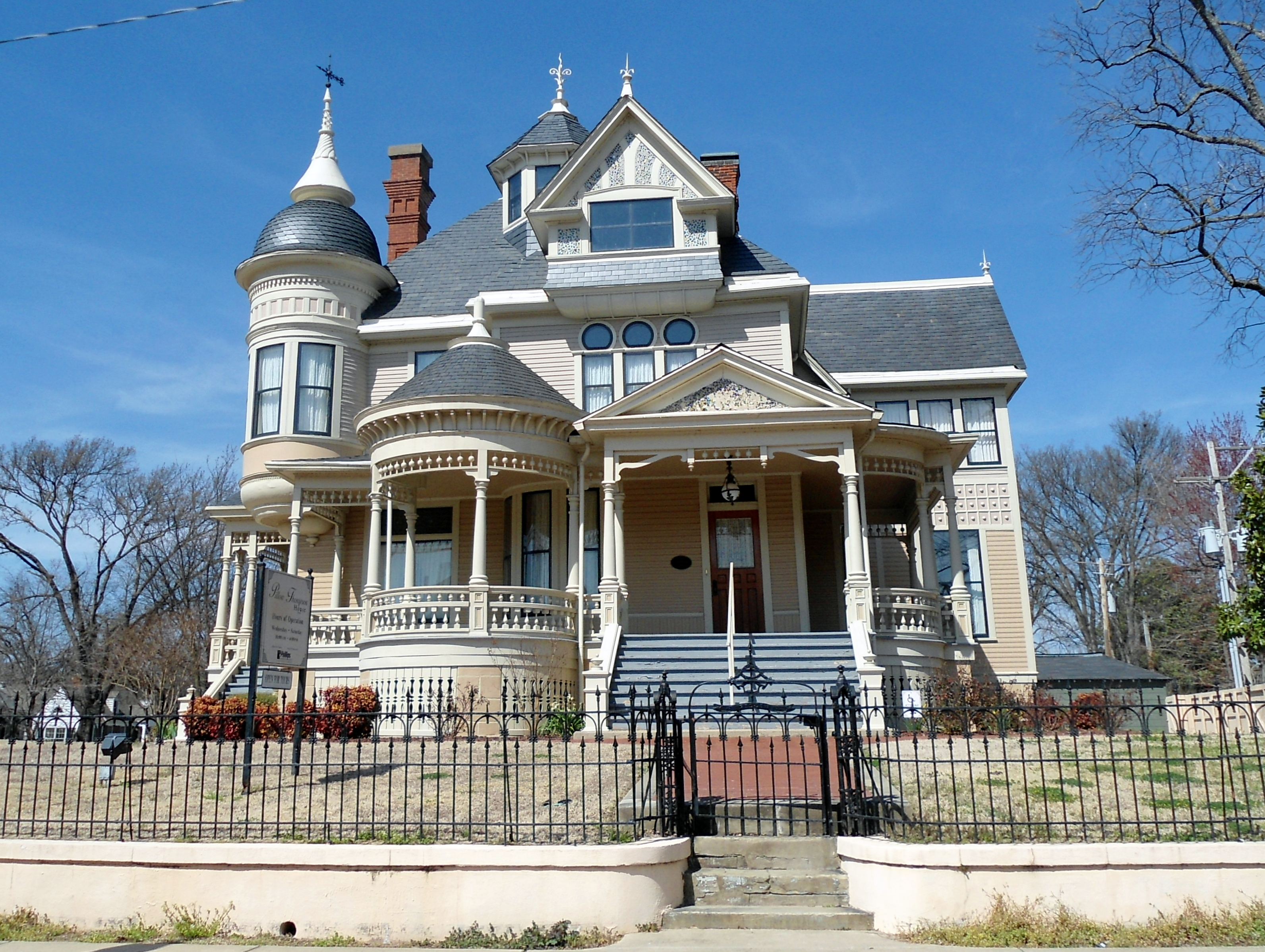
Дом Пиллоу-Томпсона

Процветающее блюзовое сообщество возникло здесь в 1940-х — 1950-х годах, когда сельские музыканты переезжали на работу в город, когда механизация заметно сократила потребность в сельскохозяйственных рабочих. Город продолжал расти до закрытия Mohawk Rubber Company, дочерней компании Yokohama Rubber Company, в 1970-х годах. Вскоре после этого резко возрос уровень безработицы.
Среди достопримечательностей города — Культурный центр Дельта, Дом Пиллоу-Томпсона (принадлежит и управляется Общественным колледжем Филлипса Университета Арканзаса) и Конфедеративное кладбище Хелены, на котором покоятся останки семи генералов армии Конфедерации.
В городе ежегодно в октябре проводится фестиваль блюза King Biscuit Blues Festival. Под этим названием он проводится с 2010 года, когда был переименован во время выступления музыканта Би Би Кинга в честь 25-летия этого фестиваля.